# ホモクロルシクリジン
ホモクロルシクリジン（Homochlorcyclizine）は日本で販売されている第一世代抗ヒスタミン薬の一つである。1954年に合成された後、1960に初めて臨床応用され、1965年に製造承認された:1。商品名ホモクロミンで、エーザイが製造販売。
ヒスタミン、セロトニン、アセチルコリン等の起炎物質のほか、ブラジキニンや遅延反応物質（SRS-A）にも拮抗する:8。

## 効能・効果
皮膚疾患に伴う瘙痒、蕁麻疹、アレルギー性鼻炎

## 禁忌
緑内障の患者、下部尿路閉塞性疾患（前立腺肥大等）の患者

## 副作用
5%以上に眠気が生じるほか、薬効再評価に係る臨床試験では19.37%の患者に副作用が見られた。